# Clusia belizensis
Clusia belizensis är en tvåhjärtbladig växtart som beskrevs av Paul Carpenter Standley. Clusia belizensis ingår i släktet Clusia och familjen Clusiaceae. Inga underarter finns listade i Catalogue of Life.